# Phlebosotera
Genre
Phlebosotera est un genre d'insectes diptères de la famille des Asteiidae.

## Liste d'espèces
Selon ITIS (18 août 2013) :
- Phlebosotera angustigena Sabrosky, 1957
- Phlebosotera setipalpis Sabrosky, 1943
- Phlebosotera shewelli Sabrosky, 1957